# UN Peacemaker
UN Peacemaker is een database die functioneert als informatie- en managementgereedschap van de Verenigde Naties om professionals in internationale vredesmissies te ondersteunen.
De UN Peacemaker voorziet onderhandelaars van essentiële informatie over zaken als vredesovereenkomsten en mandaten van vredesmissies. De database bevat meer dan 350 vredesovereenkomsten die zijn getekend sinds 1945 en bevat meer dan 500 documenten, artikelen en samenvattingen van boeken over analyse van conflicten, VN bemiddeling en daaraangerelateerde thema’s. 
De UN Peacemaker bevat ook een uitgebreide bibliotheek van het juridische raamwerk dat de basis vormt van de vredemissies van de Verenigde Naties. De website biedt daarnaast toegang tot kennis en informatie op het gebied van conflictmanagement en vredeshandhaving (peacekeeping) door middel van een Toolbox, Lessons Learned, Case studies, operationele briefings, essays, analyses van vredesovereenkomsten en over het aansturen van vredesprocessen.
Een groot gedeelte van de informatie is gebaseerd op de uitgebreide ervaring van het departement politieke zaken van de VN in het geven van advies en ondersteuning aan de secretaris-generaal van de VN in zijn pogingen om internationale conflicten op te lossen.
Op 3 oktober 2006 werd UN Peacekeeper officieel gepresenteerd. Het initiatief past in de strategie van het departement politieke zaken van de VN (DPA) om de secretaris-generaal van de VN en zijn vertegenwoordigers te ondersteunen bij het oplossen van conflicten.